# Forschungsbrauerei München

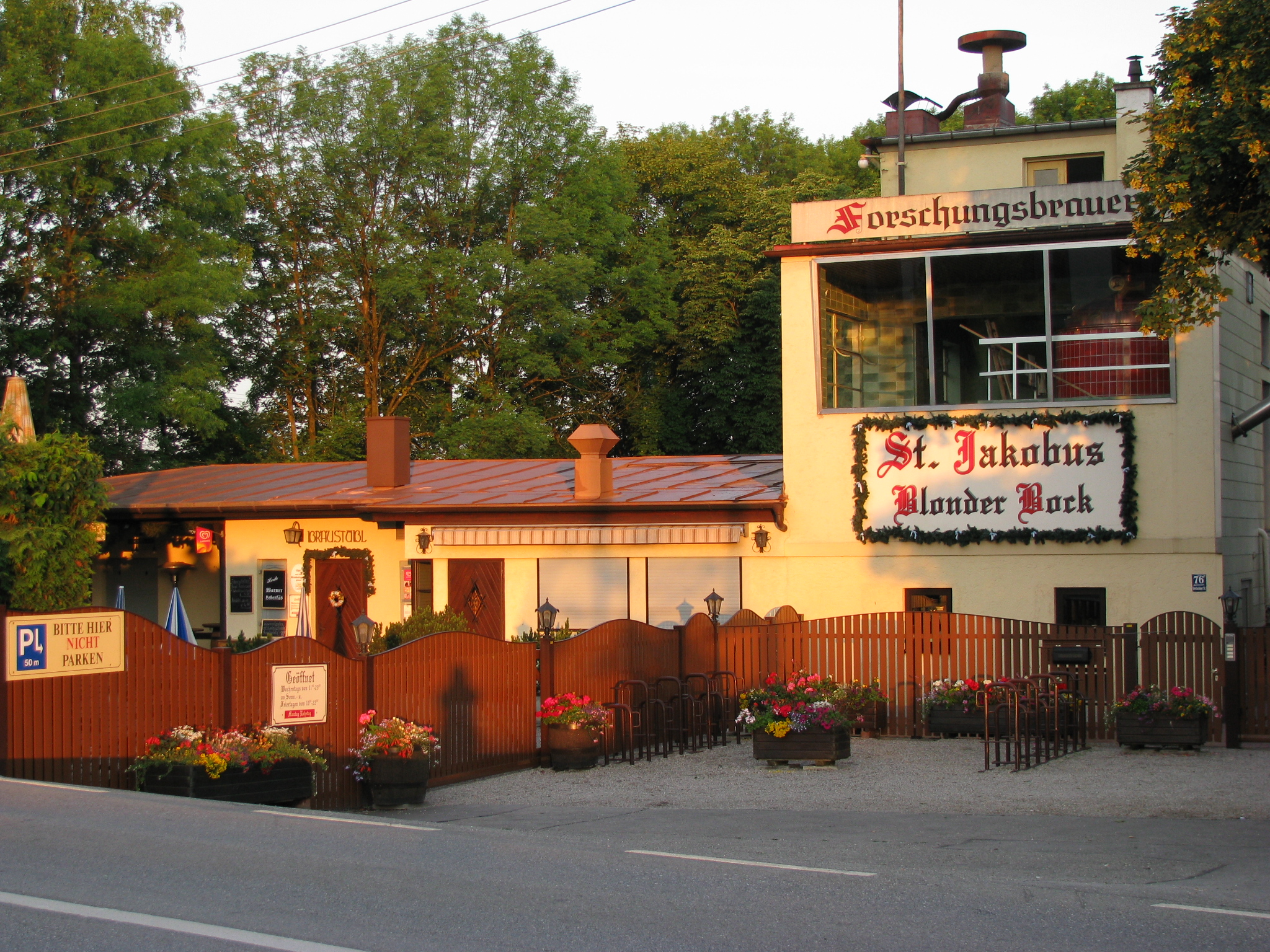
Forschungsbrauerei

Die Forschungsbrauerei existierte seit 1930 im Münchner Stadtteil Perlach. Der Name wurde für die Brauerei selbst, wie auch für die Gastwirtschaft, das Bräustüberl der Forschungsbrauerei verwendet. Seit 2021 befindet sich darin die „Kreativbrauerei Hopfenhäcker“.

## Geschichte

### Brauerei
Da der Gründer Gottfried Jakob nach mehr als 25 Jahren Arbeit auf dem Gebiet der brautechnischen Betriebskontrolle und ihren Verzweigungen unzufrieden war, entschloss er sich zur Errichtung einer Forschungsbrauerei. 1930 gründete er die Forschungsbrauerei mit der Absicht, neue Biersorten und Brauereiverfahren zu erforschen. Dies gelang ihm so gut, dass er mehr als 50 Patente für seine Arbeit erhielt. Er kam allerdings zu dem Schluss, dass das Endprodukt seiner Arbeit nicht allein von ihm selbst oder einem kleinen Kreis von Braukollegen bewertet werden kann. So schuf er 1936 mit viel Hingabe das Bräustüberl als „Prüfstelle“, in der jeder Gast in aller Stille proben kann.

„Das fertige Produkt muss vom Konsumenten, d. h. vom Biertrinker beurteilt werden; sein Urteil ist ganz allein maßgebend. Wir brauen nur, um allen Mitmenschen im Bier ein Labsal zur körperlichen und seelischen Kräftigung zu schaffen.“

So zählten zu den vielen ersten Kunden vor allem Besitzer und Geschäftsführer anderer Brauereien, Braukollegen und Ingenieure, die kamen, um Jakobs Erfindungen zu testen. 1950 wurde die Bier-„Forschung“ in der Brauerei eingestellt.
Die ursprüngliche Brauerei, heute ein angrenzendes Wohnhaus, wurde 1936 durch einen Neubau ersetzt, mit der bis heute im Turm befindlichen Brauanlage. Die eigene Mälzerei wurde bereits in den Fünfzigern aufgegeben.
Nach dem Tod Gottfried Jakobs übernahm 1958 Heinrich Jakob den Betrieb und führte ihn weiter. 2003 verpachtete Heinrich Jakob den Betrieb an seinen Sohn Stefan Jakob. Im Oktober 2010 kündigte Stefan Jakob an, zum Jahresende den Pachtvertrag zu kündigen. Vom 12. bis 15. August 2011 fand unter einem neuen Besitzer die Neueröffnung der Forschungsbrauerei statt.
Die Forschungsbrauerei stand ab 2018 leer. Der letzte, die Namensrechte haltende Braumeister, Manfred Silbernagl, betreibt inzwischen eine Brennerei und einen Getränkemarkt in Hausham. Das von der Gaststätte nach wie vor unter dem Namen „Forschungsbrauerei“ verkaufte Bier wurde im Auftrag bis deren Schließung 2021 von der Brauerei Unertl gebraut. Nach massiven Umbaumaßnahmen bezog im Sommer 2021 die zuvor ab 2016 in Haidhausen ansässige Kreativbrauerei Hopfenhäcker die Räumlichkeiten. Diese nutzt eine eigene Sudanlage, während die Brauanlage im Turm aus Massivkupfer von 1936 als geschütztes Industriedenkmal verbleibt.

### Bräustüberl
Für die Einrichtung des Bräustüberls beauftragte Gottfried Jakob den Kunstmaler W. Erlacher, der die Märchen Das Schlaraffenland und Tischchen deck dich, Goldesel und Knüppel aus dem Sack auf Holz als Fresken illustrierte. Nahezu alle Bilder sind erhalten geblieben. Auch das ursprüngliche Logo der Forschungsbrauerei ist erhalten. Es ziert mit seiner Eule als Wahrzeichen immer noch den Eingang.
Das Bräustüberl wurde 1936 eröffnet und in den Folgejahren mehrfach erweitert. Es bietet Raum für bis zu 250 Personen, im Sommer ist zusätzlich der anliegende Garten geöffnet, der für weitere Gäste Platz bietet. Der erste offizielle Kunde des Bräustüberls war Knauer, der schon seit Braubeginn das Bier von der Forschungsbrauerei bezogen hat.
Die Räumlichkeiten werden aufgrund der Größe unter anderem für Geburtstags- oder Firmenfeiern sowie Abschiedsfeiern zur Verfügung gestellt.
Das Bräustüberl ist seit 2011 ganzjährig geöffnet.
Am 1. Januar 2016 wurde das Bräustüberl an die Wirtsfamilie Achhammer verpachtet.

## Biere
(Stand: 2016)
unter dem Namen „Forschungsbrauerei“:
- Die Wahre Weiße Hefeweißbier
- Pilsissimus Exportbier
- Münchener Naturquell Dunkel
- Münchener Vollbier Hell

Zu besonderen Anlässen, wie dem Starkbieranstich und dem alljährlichen Sommerfest, werden von der Brauerei auch Saisonbiere produziert:
- Forschungs Festbier
- Die Wilde Weiße Weißbierbock
- Gottfried Jakobs Blonder Bock

Hopfenhäcker-Biere:
alle hopfengestopft
- Handgehopfter (Helles/Lager)
- Hanfblüte (Hanfweißbier)
- Der Rote (Export-Rotbier)
- Kill Bill (Belgisch Wit)
- Wuiderer (Imperial Red Ale)
- IP Brothers (IP Lager)
- Smokey Sten (Smoked Baltic Porter)
- King Leo (Pils)
- Valentinator (dunkler Doppelbock)
- Easy Rider (alkoholfreies Helles)
- regelmäßige Sondersude wie NEIPA, Barley Wine, Dunkel, Coffee Stout